# El Imperio de Trigan
El Imperio de Trigan o El Imperio trigano (en el original inglés, The Rise and Fall of the Trigan Empire y más tarde simplemente The Trigan Empire) es una serie de historietas británica desarrollada principalmente por el guionista Mike Butterworth y el dibujante Don Lawrence. Narra la historia de una civilización alienígena que aúna la tecnología más avanzada con costumbres propias de antiguas civilizaciones terrestres.

## Introducción
La serie, cuyas entregas se publicaron desde 1965 hasta 1982, narraba los sucesos del distante planeta Elekton. Muy influenciada por historias mitológicas, mostraba sociedades que parecían basadas en las antiguas culturas que han existido en la Tierra. La principal de aquellas era el Imperio de Trigan, aparentemente inspirado en el Imperio romano. Esta similitud se extendía hasta la ciudad de Trigan, construida sobre cinco colinas, en clara alusión a las siete colinas en las que se asentaba Roma. Los "triganos" construyeron naves para viajar por la atmósfera. Estas naves son como las espaciales, pero estaban limitadas a la atmósfera de Elekton. El atuendo de los triganos era semejante al de los romanos, con prendas de vestir como togas, o, en el caso de los soldados, armaduras.
Algo parecido ocurría con Hericon, el rival en poder de Trigan, cuyo aspecto se basaba en el Imperio bizantino y en el Imperio persa.
La serie presentaba asimismo una extraña mezcla de baja y alta tecnología. Los triganos empezaron como una tribu nómada llamada Vorg, sin tecnología, gobernada por tres hermanos: Trigo, Brag y Klud. Trigo persuade a sus otros hermanos más conservadores de que deben afrontar las ambiciones del imperio Lokan y, bajo su dirección, la joven nación Trigan se establece bajo la dirección de Trigo, como una civilización con espadas, lanzas y ropas típicas de los romanos, pero con pistolas láser de gran tecnología y una gran marina de naves atmosféricas. En un relato posterior, llegaron a construir un cohete con el que volar a una de las lunas de Elekton. Otras civilizaciones de Elekton también comparten esta mezcla de tecnologías.
La primera historieta narra cómo una nave espacial se estrella en un pantano en la Tierra, pereciendo toda su tripulación por congelamiento, pero dejando varios volúmenes escritos en una lengua desconocida. Se averigua luego que la tripulación estaba compuesta por humanoides de unos 3'5 metros de altura y aunque la nave espacial acaba formando parte de un parque de atracciones, un científico de avanzada edad - Peter Richard Haddon - logra descifrar los textos y comienza a narrar su historia.

## Trayectoria editorial
La serie apareció en el primer número de la revista británica Ranger en el mes de septiembre del año 1965, y 40 números más tarde, en junio de 1966, empezó a publicarse en Look and learn desde su número 232, cuando ambas revistas se fusionaron. Tanto una como otra eran revistas didácticas de periodicidad semanal diseñadas para la juventud, que abundaban en biografías y artículos sobre ciencia y tecnología, pero que incluían también una pequeña sección de cómics. La serie continúa en Look and learn hasta que la publicación de El Imperio Trigan cesó en el número 1049, en abril de 1982. 
En España, El Imperio de Trigan comenzó a publicarse de forma serializada en el tebeo quincenal Zas de Editorial Bruguera en 1979, que sólo duró 8 números, pero la serie fue acogida en Mortadelo, otro tebeo de la casa. Entre 1982 y 1986, Norma Editorial publicó cinco álbumes en su colección Cimoc Extra Color.
Hubo después una serie de intentos de reedición. En el Reino Unido, Hamley Publishing vuelve a publicarlo en 1982 bajo el simple título de The Trigan Empire, siendo imprimido en EE. UU. por Chartwell Publishing. Esta edición contiene las primeras historias. Un libro posterior fue impreso en 1989 por Hawk Publishing como Tales of the Trigan Empire con tapas duras. Tanto el libro de Hamlyn como el de Hawk contienen partes resumidas de los originales, siendo más notable en el libro de Hawk, en el que se habían perdido hojas enteras.
En los últimos años, las historietas de El Imperio Trigan ilustradas por Don Lawrence se han recopilado en la Don Lawrence Collection, una edición limitada y de lujo con tapas duras en la que ya no falta ninguna viñeta. No son simples reimpresiones de la edición original, dado que la tipografía se ha adaptado para facilitar la lectura. En 2010, Planeta DeAgostini comenzó su reedición en su colección "Biblioteca Grandes del cómic", poco después de otros clásicos de la historieta británica como Zarpa de Acero de Ken Bulmer/Jesús Blasco y El Ojo Mágico de Kelly de Tom Tully/Francisco Solano López.

## Personajes principales
Trigo, el fundador del Imperio. Con sus dos hermanos Klud y Brag, lideraba una tribu Vorg. En este momento, el Imperio Lokan intentaba dominar todo el mundo. Trigo tuvo una visión de que los Vorgs podrían renunciar a la vida nómada y unirse a la civilización. Sabía que el Imperio Lokan quería invadirlos y consideró que si los Vorgs no estaban unidos, no sobrevivirían. Cuando sus planes iniciales para construir una ciudad en las llanuras de Vorg fallaron, tuvo lugar una fatídica reunión con los refugiados de Tharv, una nación invadida por Loka. Entre estos refugiados se hallaba Peric, un arquitecto que les ayuda a construir la ciudad si deja que los refugiados también vivan en ella. Aunque Brag estaba dispuesto a renunciar al liderazgo a favor de Trigo, su hermano Klud trató de asesinar a Trigo. En los siguientes años, Trigo firma un tratado con Hericon, el otro gran poder de Elekton, y será coronado como el primer emperador de Trigan, afrontando muchos ataques contra él mismo y su imperio.
Brag, hermano de Trigo. Algunos piensan que es lento y estúpido, pero es bienintencionado y fiel a su hermano. A pesar del relativo lujo en que viven gracias a la tecnología, no le importaría volver a ser un simple cazador Vorg. Los años no pasan por él y conserva una gran forma física.
Janno, hijo de Brag y nieto de Trigo. Es valiente, y muestra aptitudes naturales para ser piloto de naves atmosféricas. Es amigo de Keren, hijo del Jefe Imbala de Daveli y Roffa de la ciudad-estado de Ellul.
Peric, arquitecto jefe de la destruida Tharv. Con su hija y otros refugiados se abrió paso por el desierto de Vorg después de la destrucción de Tharv por las fuerzas de Loka. Peric es de edad avanzada aunque con buena salud. Se le considera el mejor arquitecto e ingeniero de todo Elekton. El Imperio Trigan le debe la mayor parte de sus avances.

## Historietas
Aunque originariamente las historietas no llevaran título, en la reedición de la Don Lawrence Collection se les añadieron los siguientes:
Con guion de Mike Butterworth
- Victory for the Trigans
- Crash In The Jungle
- Elekton In Danger
- Invaders from Gallas
- The Land of No Return
- The Lokan Conspiracy
- War With Hericon
- Revolution in Zabriz
- The Lokan Invasion
- The Revenge of Darak
- The Three Aliens
- The Reign of Thara
- Voyage to the Moon Bolus
- The Three Princes
- Poison From Outer Space
- The Lost City
- The Terror of Mount Spyx
- The Invisible Ray
- False Accusation
- The Deadly Formula
- The Tyrant
- The Red Death
- The Puppet Emperor
- Trigo's Five Tasks
- The Menace From The Sea
- The Giant Rallus
- The City of the Jewels
- The Imposter
- The Duplication Machine
- The Masked Raiders
- The Prisoner of Zerss
- The Miniature Killers of Zelph
- The Hypnotist
- The Wish Fulfiller
- The Fiendish Experiment
- The Curse of King Yutta
- The Lost Years
- Journey to Orcadia
- The Secret of Castle Doum
- The House of the Five Moons
- A National Emergency
- The Palace of Peril
- Evil from Outer Space
- The Curse of the Sun Worshippers
- The Zootha Vorgs
- The Sea Creatures
- The Youth Serum
- The Assassin
- The Deadly Seeds
- Emperor Z
- The Heat Controller
- The Time Traveller
- The Rocketeer
- The Convicts
- The Gambler
- The Ultimate Collection
- The Dryaks
- The Nobes
- Atomic Fallout
- Vengeance!
- The Zallus
- The Street Sweeper
- The Time Machine
- The Frozen People
- Abdication
- Dr. Mazaratto's Elixir
- The Digger
- The Stolen Plans
- The Curse of Zonn

Con guion de Ken Roscoe
- The Killer
- The Rival
- The Trigonium Thieves
- Chase For A Traitor
- The Voyage of the Perici
- The Flowers of Forgetfulness
- Rebellion in Daveli
- A Tragic Misunderstanding
- The Zabriz Conspiracy
- Trigan's Deadly Peril
- The Skorpiads
- The Zolt Exodus
- Terror Of The Skorpiads
- Search Mission
- Alien Mission
- Mercy Mission

Otras historias
- The Wise Man of Vorg
- The Brief Reign of Sennos the First
- They Came From out of the Night
- Battle for Survival

## Ediciones recopilatorias
Las historietas han sido recopiladas en los siguientes volúmenes:
- The Look and Learn Book of the Trigan Empire (70 páginas, IPC/Fleetway, 1973)
- The Trigan Empire (192 páginas, Hamlyn, 11/1978, ISBN 0-600-38788-7)
- Tales from the Trigan Empire (160 páginas, Hawk Books, 1996, ISBN 0-948248-95-5)

- The Trigan Empire (The Don Lawrence Collection, tapa dura):
  - The Prisoner of Zerss (98 páginas, 03/2004, ISBN 90-73508-54-1)
  - The Sun Worshippers (106 páginas, 10/2004, ISBN 90-73508-62-2)
  - House of the Five Moons (94 páginas, 03/2005, ISBN 90-73508-64-9)
  - The Curse of King Yutta (98 páginas, 10/2005, ISBN 90-73508-66-5)
  - The Three Princes (98 páginas, 03/2006, ISBN 90-73508-78-9)
  - The Rallu Invasion (96 páginas, 08/2006, ISBN 90-73508-82-7)
  - The Reign of Thara (98 páginas, 11/2006, ISBN 90-73508-84-3)
  - Revolution in Zabriz (122 páginas, 03/2007, ISBN 90-73508-91-6)
  - The Puppet Emperor (114 páginas, 12/2007, ISBN 90-73508-93-2)
  - The Red Death (114 páginas, 04/2008, ISBN 90-73508-96-7)